# Abadia de Saint-Germain-des-Prés

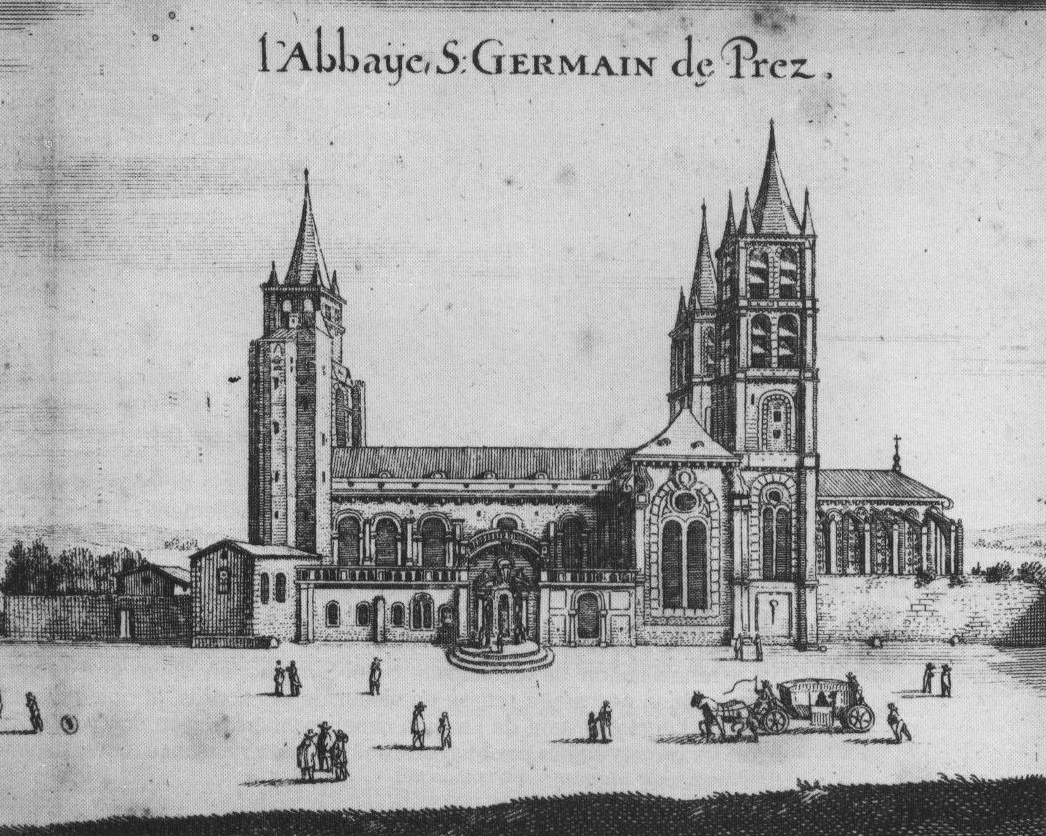
Gravat de l'abadia, del.

L'Abadia de Saint-Germain-des-Prés fou un antic establiment religiós de França prop de París, avui al barri de Saint-Germain-des-Prés a París (6è arrondissement de París) que va existir fins a la revolució sent més tard església parroquial.

## Història
La va fundar Khildebert I, fill de Clodoveu I, per glorificar la túnica de sant Vicenç d'Osca i una creu d'or de Toledo, relíquies portades de Saragossa després d'una expedició el 542. La basílica fou posada sota advocació de Sant Vicenç i Santa Creu el 558 pel bisbe de París Germà (en francès Germain) antic monjo de l'abadia de Sant Simforià i Sant Pantaleó (Saône-et-Loire). Khildebert I i fou enterrat el 558 i després altres membres de la família merovíngia de París: Khilperic I el 584, Fredegunda el 598 i Clotari II el 628, substituint a Santa Genoveva com a necròpolis reial. Germà fou enterrat a la capella de Sant Simforià al costat de l'església. Al segle vi es va formar un monestir al costat de l'església; el 756 el cos de Germà fou portat a l'església propera que en endavant fou coneguda com a Saint-Germain-des-Prés (Sant Germà dels Prats). Pipí el Breu i Carlemany li van donar terres. Va patir l'assalt dels normands a partir del 845 i l'abadia fou incendiada el 861; fou restaurada el 869 i ocupada pels normands durant el setge de París (885-886); les relíquies de sant Germà, amagades, foren retornades al lloc el 888. L'abat Morard va fer ampliacions vers l'any 1000; la regla cluniacenca fou introduïda el 1024. El segle xii el centre de l'abadia fou demolit per donar pas a un santuari gòtic i capella, sent consagrada el 21 d'abril de 1163 en presència del papa Alexandre III. Des del 1631 fou un centre intel·lectual destacat de França sota la congregació de Sant Maure, que van renovar la ciència històrica imposant la lectura acurada de les fonts destacant dom Jean Mabillon, dom Bernard de Montfaucon i altres. L'església fou tancada el 13 de febrer de 1792 i els edificis venuts; una refineria de sal pètria va funcionar al lloc del 1794 al 1802. El 1803 va tornar a ser destinada al culte. L'església i el palau abacial van subsistir i la primera, del segle xi, és considerada l'edifici de culte més antic de França.

## Abats i personatges cèlebres

### Llista d'abats
- vers 811: Irminó.
- 814 - 841: Hilduí I
- 841- 849: Ebroí
- 849- 857: Goslí, bisbe de París.
- vers 857: Hilduí II
- vers 860 - 881: Goslí, bisbe de París.
- 881- 892: Ebles († 2 d'octubre de 892), canceller del rei Odó o Eudes de França.
- vers 892: Hucbold
- 892- 923: Robert abat laic
- 923- 956: Hug el Gran fill de l'anterior, abat laic
- 956- 979: Hug Capet (vers 940-996), fill de l'anterior, abat laic
- 979- 987: Walon
- 987- 990: Alberic
- 990- 1014: Morard.
- 1014- 1025: Ingó
- 1025 -? : Guillem I
- segle xi - segle XII: Diversos abats
- 1162 - 1182: Hug de Monceaux.
- 1182- 1192: Folc
- 1192 -? : Robert IV
- ? - 1216: Joan I de Vernon
- 1216 -?
- ? - 1387: Ricard de Lartre
- 1387- 1418: Guillem III el Bisbe
- 1418- 1436: Joan IV Bouron
- 1436- 1436: Drogó de Montamdier
- 1436- 1458: Enric de Morillon
- 1458- 1466: Enric Mené
- 1466- 1482: Robert de Lespinasse
- 1482 - 1503: Jofré III

| Període                                     | Abat                            | Comentari |
| ------------------------------------------- | ------------------------------- | --- |
| 1504 (10 de febrer) - 1507 (16 de novembre) | Guillem Briçonnet I             | Cardenal el 1495, arquebisbe de Reims. |
| 1507 (16 de novembre) -1534 (24 de gener)   | Guillem Briçonnet II            | Fills del anterior, bisbe de Lodeva i després de Meaux.                                                                                            |
| 1534 (24 de gener) - 1562 (22 d'abril)      | François de Tournon             | Cardenal el 1530, arquebisbe de Bourges, després d'Auch i després de Lió                                                                           |
| 1562 (11 de maig) - 1590 (9 de maig)        | Carles I de Borbó               | Príncep de la sang, cardenal el 1547, arquebisbe de Rouen.                                                                                         |
| 1590 (9 de maig) - 1594 (30 de juliol)      | Carles II de Borbó              | Príncep de la sang, nebot del anterior, cardenal el 1582, arquebisbe de Rouen.                                                                     |
| ? - ?                                       | Joan Percheron                  | Abat fiduciari; els ingressos percebuts per Francesc de Borbó-Conti, germà del anterior abat.                                                      |
| ? - 1617                                    | Louis Buisson                   | Abat fiduciari; els ingressos percebuts per Francesc de Borbó-Conti, germà del anterior abat, després per Lluisa-Margarita de Lorena fins al 1623. |
| 1623 - 1668 (12 d'octubre)                  | Enric de Borbó-Verneuil         | Bastard de França, duc de Verneuil, bisbe de Metz.                                                                                                 |
| 1668 - 1672 (16 de desembre)                | Joan Casimir Vasa               | Antic rei de Polònia. |
| 1690 (gener) - 1704 (10 d'abril)            | Guillem-Egon de Furstenberg     | Cardenal el 1685, bisbe d'Estrasburg. |
| 1704 (10 d'abril) - 1714 (18 de desembre)   | César d'Estrées                 | Cardenal el 1671, bisbe d'Albano. |
| 1715 (1 de gener) - 1737 (26 de juliol)     | Enric-Pons de Thiard de Bissy   | Cardenal el 1715, bisbe de Meaux. |
| 1737 (15 d'agost) - 1771 (16 de juny)       | Lluís de Borbó-Condé            | Príncep de la sang, comte de Clermont-en-Argonne.                                                                                                  |
| 1774 (22 de gener) - 1777 (21 octobre)      | Carles Antoni de La Roche-Aymon | Cardenal el 1771, arquebisbe de Reims. |

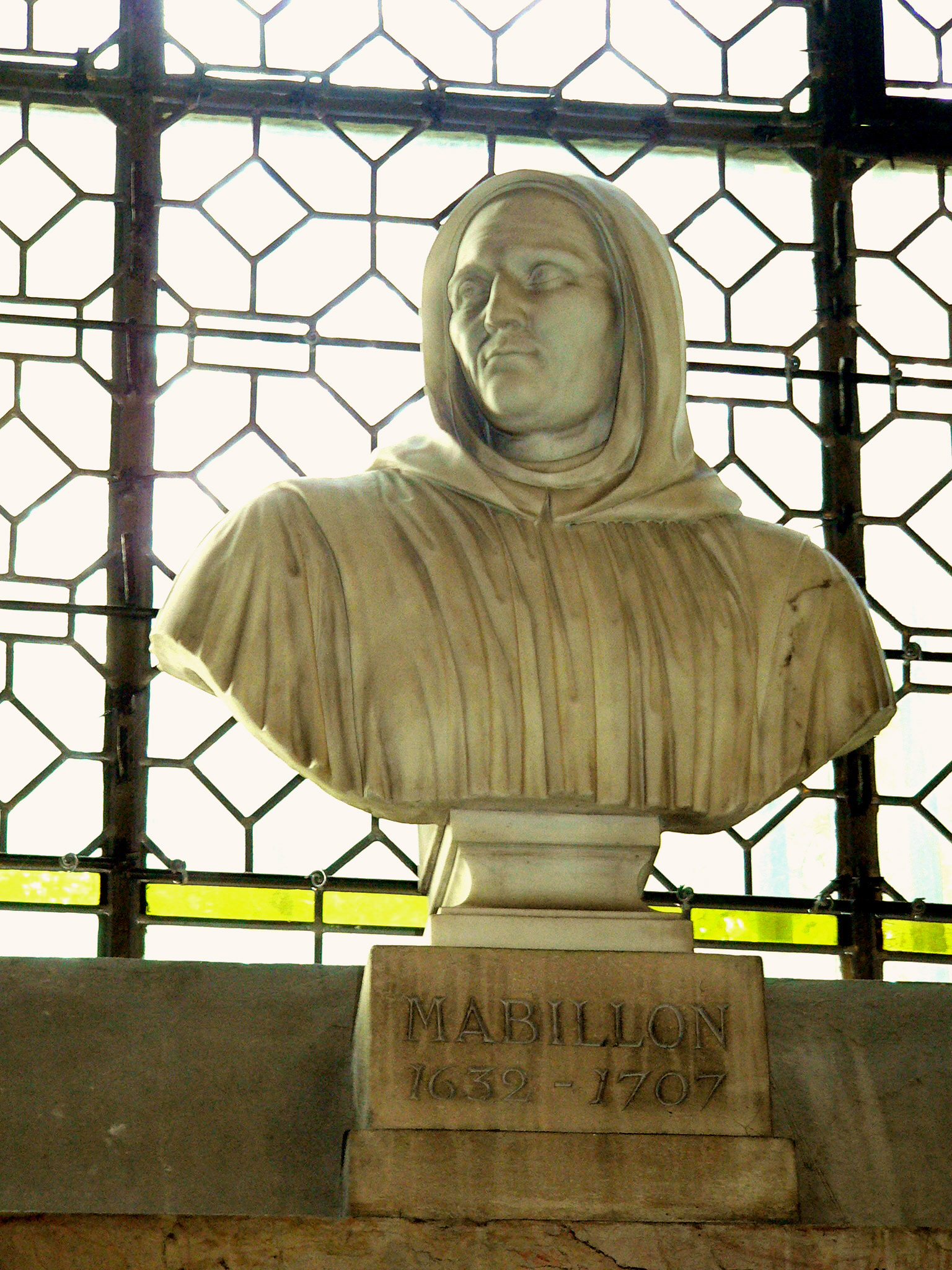
Bust de Jean Mabillon

### Personatges cèlebres relacionats
- Usuard (mort en 875), monjo autor d'un martirologi
- Abbó de Saint-Germain-des-Prés (850 - 922), monjo autor del relat del setge de París pels normands el 885-886.
- Dom Nicolas-Hugues Ménard (1585 - 1644), savi benedictí.
- Dom Luc d'Achery (1609 - 1685), savi benedictí, bibliotecari de l'abadia i historiador
- Dom Ambroise Janvier (1613 - 1682), savi benedictí.
- Louis Bulteau (1625 - 1693), savi benedictí, historiador
- Dom Jean Mabillon (1632 - 1707), savi benedictí, historiador i autor de De re diplomatica.
- Dom Jacques Du Frische (1640 - 1693), savi benedictí, historiador eclesiàstic.
- Dom Pierre Coustant (1654 - 1721), savi benedictí, historiador
- Dom Edmond Martène (1654 - 1739), savi benedictí, historiador.
- Dom Bernard de Montfaucon (1655 - 1741), savi benedictí, historiador, fundador de la paleografia
- Michel Le Quien (1661 - 1733), savi benedictí, historiador
- Dom Michel Félibien (vers 1666 - 1719), savi benedictí, historiador
- Dom Claude Devic (ou de Vic) (1670 - 1734), savi benedictí, historiador.
- Dom Joseph Vaissète (1685 - 1756), religiós benedictí, historiador
- Dom Martin Bouquet (1685 - 1754), savi benedictí, historiador, bibliotecari de l'abadia.
- Abat Prévost (1697 - 1763), literat
- Dom Jacques Étienne Duval (1705 - 1742), bibliotecari de l'abadia
- Beat Ambroise Chevreux (1728 - 1792), darrer superior de la congregació de Sant Maur, assassinat a la presó el 1792.
- Guillaume-Antoine Calvière (1685 - 1655), organista.
- Mathias Mésange (1693 - 1758), bibliotecari.
- Georges Schmitt (1821 - 1900), organista.
- Augustin Barrié (1883 - 1915), organista.
- André Marchal (1894 - 1980), organista.

### Personatge enterrats a l'església

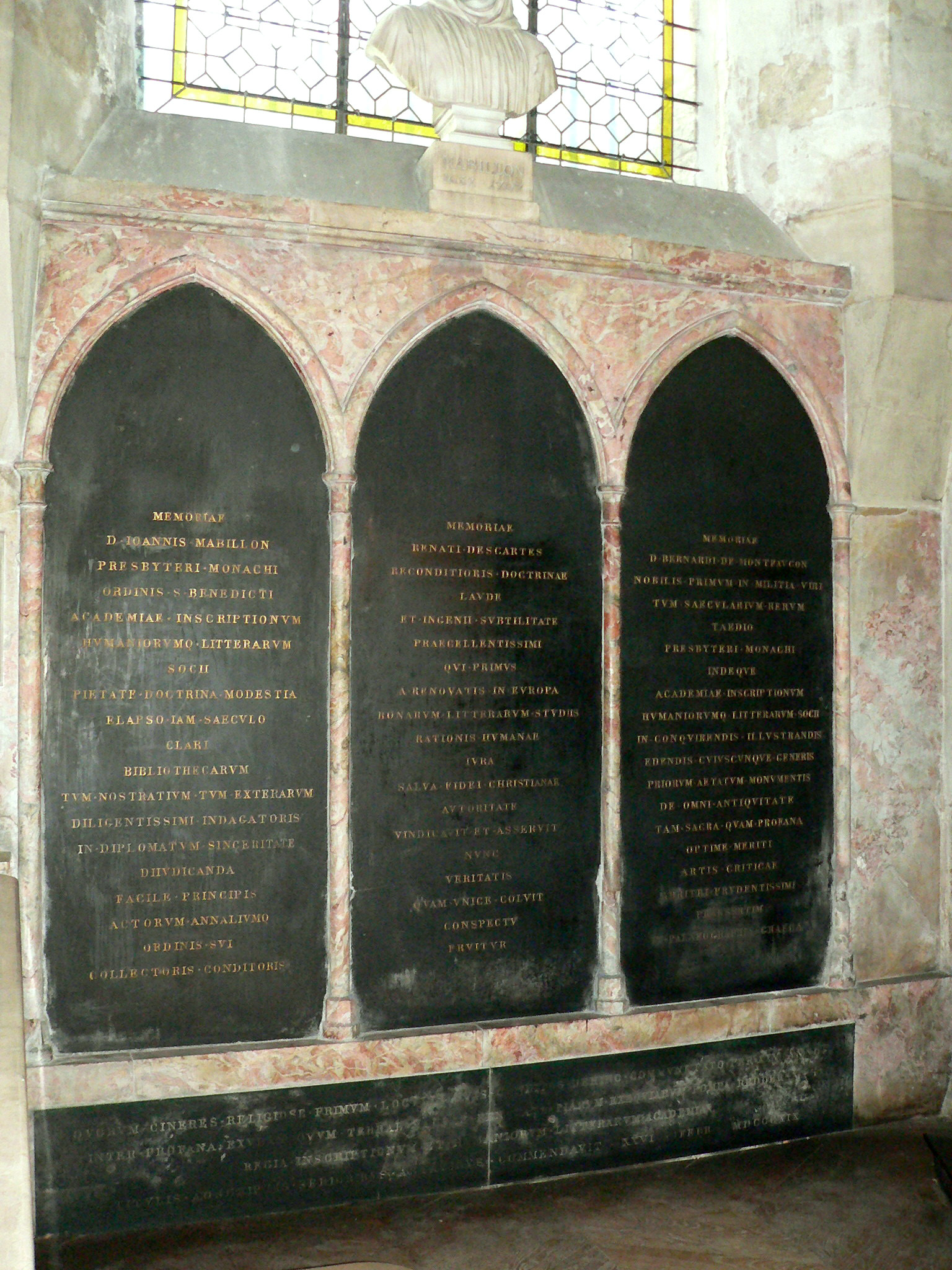
Placa funerària de Mabillon, Descartes i Bernard de Montfaucon

- Khildebert I (vers 497-558), fundador de la basílica, rei
- Germà de París (vers 496-576), bisbe de París.
- Khilperic I (vers 539-584), rei merovingi de Nèustria
- Fredegunda (vers 545-597), reina merovíngia
- Clotari II (vers 584-629), rei merovingi.
- Joan II Casimir Vasa (1609-1672), abat i rei de Polònia.
- Jacques Barbeu du Bourg (1709-1799), botànic.
- René Descartes (1596-1650) des de 1819
- Nicolas Boileau (1636-1711) des de 1819